# Székelyföldi hegyek listája
Fontosabb hegyek Székelyföldön (északról délre):
| Név                 | Magasság (méter) | Hegység            |
| ------------------- | ---------------- | ------------------ |
| Rekettyés-csúcs     | 2021             | Kelemen-havasok    |
| Fancsal-tető        | 1682             | Görgényi-havasok   |
| Piricske            | 1542             | Gyergyói-havasok   |
| Nagy-Cohárd         | 1507             | Hagymás-hegység    |
| Mező-havas          | 1777             | Görgényi-havasok   |
| Nagy-Hagymás        | 1792             | Hagymás-hegység    |
| Egyes-kő            | 1608             | Hagymás-hegység    |
| Öcsém-tető          | 1706             | Hagymás-hegység    |
| Sipos-kő            | 1567             | Gyergyói-havasok   |
| Fekete-rez          | 1538             | Gyergyói-havasok   |
| Bekecs-tető         | 1080             | Görgényi-havasok   |
| Naskalat            | 1550             | Naskalat-hegység   |
| Csomafalvi-Dél-hegy | 1694             | Görgényi-havasok   |
| Fertő-tető          | 1589             | Hargita-hegység    |
| Firtos              | 1060             | Görgényi-havasok   |
| Madarasi-Hargita    | 1801             | Hargita-hegység    |
| Csicsói-Hargita     | 1755             | Hargita-hegység    |
| Nagysomlyó-hegy     | 1033             | Csíki-havasok      |
| Kissomlyó-hegy      | 834              | Csíki-havasok      |
| Rez-tető            | 932              | Hargita-hegység    |
| Káposztás-havas     | 1455             | Répát-hegység      |
| Pap-hegy            | 1165             | Csíki-havasok      |
| Szarka-kő           | 886              | Homoródi-dombság   |
| Kakukk-hegy         | 1558             | Hargita-hegység    |
| Bágyi-Vár-hegy      | 856              | Homoródi-dombság   |
| Merke-tető          | 1002             | Persány-hegység    |
| Nagy Sándor-csúcs   | 1640             | Nemere-hegység     |
| Nagy-Piliske        | 1373             | Hargita-hegység    |
| Nagy-Csomád         | 1301             | Csomád-hegység     |
| Bálványosvár        | 1057             | Torjai-hegység     |
| Nagy-Murgó          | 1016             | Hargita-hegység    |
| Per-kő              | 718              | Répát-hegység      |
| Bükkfej             | 819              | Baróti-hegység     |
| Bodoki-havasok      | 1194             | Bodoki-hegység     |
| Görgő               | 1017             | Baróti-hegység     |
| Lakóca              | 1777             | Háromszéki-havasok |